# Яманобе
Яманобе (яп. 山辺町 Яманобэ-мати) — посёлок в Японии, находящийся в уезде Хигасимураяма префектуры Ямагата. Площадь посёлка составляет 61,36 км², население — 14 612 человек (1 августа 2014), плотность населения — 238,14 чел./км².

## Географическое положение
Посёлок расположен на острове Хонсю в префектуре Ямагата региона Тохоку. С ним граничат города Ямагата, Тендо, Нанъё и посёлки Накаяма, Оэ, Асахи, Сиратака.

## Население
Население посёлка составляет 14 612 человек (1 августа 2014), а плотность — 238,14 чел./км². Изменение численности населения с 1980 по 2005 годы:
| 1980 | 14 281 чел. |  |
| 1985 | 14 369 чел. |  |
| 1990 | 15 016 чел. |  |
| 1995 | 15 357 чел. |  |
| 2000 | 15 512 чел. |  |
| 2005 | 15 415 чел. |  |

## Символика
Деревом посёлка считается тис остроконечный, цветком — горечавка шероховатая, птицей — ястреб-тетеревятник.